# GlobalMedic
GlobalMedic (укр. ҐлобалМедік) — це недержавна організація, що надає гуманітарну допомогу. Базується в Етобіко, Торонто, Онтаріо, Канада, та є операційним підрозділом Фонду Девіда Макентоні Ґібсона (DMGF), зареєстрованої канадської благодійної організації. GlobalMedic надає допомогу у разі масштабних катастроф по всьому світу, а також здійснює програми з нарощування гуманітарного потенціалу в країнах, що постраждали від конфліктів. Журнал Time відзначив роботу GlobalMedic у своєму випуску Time 100 за 2010 рік. Рагул Сінґг, парамедик з Торонто, заснував Фонд Девіда Макентоні Ґібсона у 1998 році на честь свого кращого друга, який загинув того року.  
GlobalMedic налічує понад 1000 волонтерів з усієї Канади, серед яких багато професійних рятувальників, поліцейських, пожежників та парамедиків, які жертвують своїм часом для реагування на стихійні лиха за кордоном. Волонтери складають групи швидкого реагування (RRT), які діють як рятувальні підрозділи при стихійних лихах, та підрозділи екстреної медичної допомоги (EMU), які використовують надувні польові шпиталі для надання невідкладної медичної допомоги; вони також комплектують водоочисні пристрої (WPU), призначені для забезпечення чистою питною водою ; 
З 2004 року команди GlobalMedic брали участь у рятункових операціях у понад 60 гуманітарних катастрофах по всьому світу.

## Витоки та підготовка волонтерів

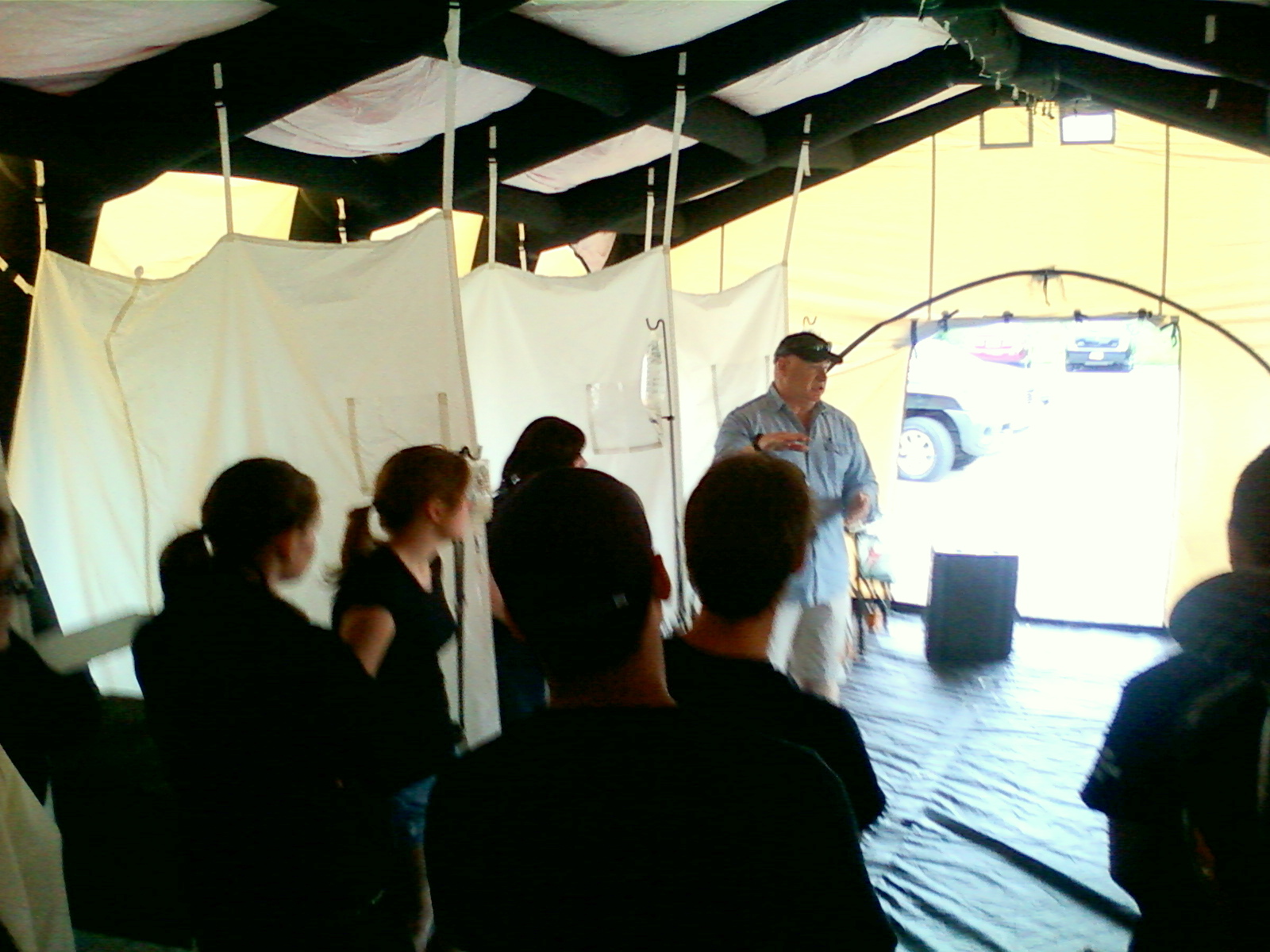
Стажери GlobalMedic проходять інструктаж щодо процедур у надувному наметі польового шпиталю під час одного з навчальних семінарів у Канаді, червень 2011 року

Рагул Сінґг, парамедик з Торонто, створив GlobalMedic у 1998 році, побачивши неефективні та марнотратні зусилля з надання допомоги в Непалі. Сінґг подорожував країною, коли руйнівні мусонні зливи спричинили численні зсуви, що призвели до руйнування кількох сіл. Пізніше Сінґг зазначив в інтерв'ю, що «зусилля з надання допомоги були неефективними. Я вирішив зробити щось, щоб забезпечити ефективну та негайну допомогу постраждалим від стихійного лиха людям. Після повернення [до Канади] я заснував GlobalMedic». 
Пізніше GlobalMedic запровадила щорічні навчальні дні швидкого реагування поблизу своєї штаб-квартири в Торонто та в кількох інших місцях по всій Канаді. Набір учасників орієнтований на працівників служб парамедиків, поліції та інших професійних рятувальних служб, але не обмежується ними. Навчальні дні швидкого реагування зазвичай передбачають групи стажерів, які проходять кілька лекцій та демонстрацій, і зазвичай включають «практичний» досвід роботи з різними надувними лікарняними наметами та системами очищення води, що використовуються в польових умовах. Великі надувні наметові конструкції можна розгорнути за лічені хвилини після прибуття в зону стихійного лиха, що дозволяє медикам зосередитися на наданні негайної медичної допомоги та невідкладної медичної допомоги.
До червня 2011 року близько 120 осіб відвідали щорічний навчальний день GlobalMedic поблизу штаб-квартири в Торонто, а у 2013 році кількість учасників зросла приблизно до 150<. Щорічно по всій Канаді також проводилося кілька інших навчальних сесій з набору персоналу та навчання.

## Розгортання

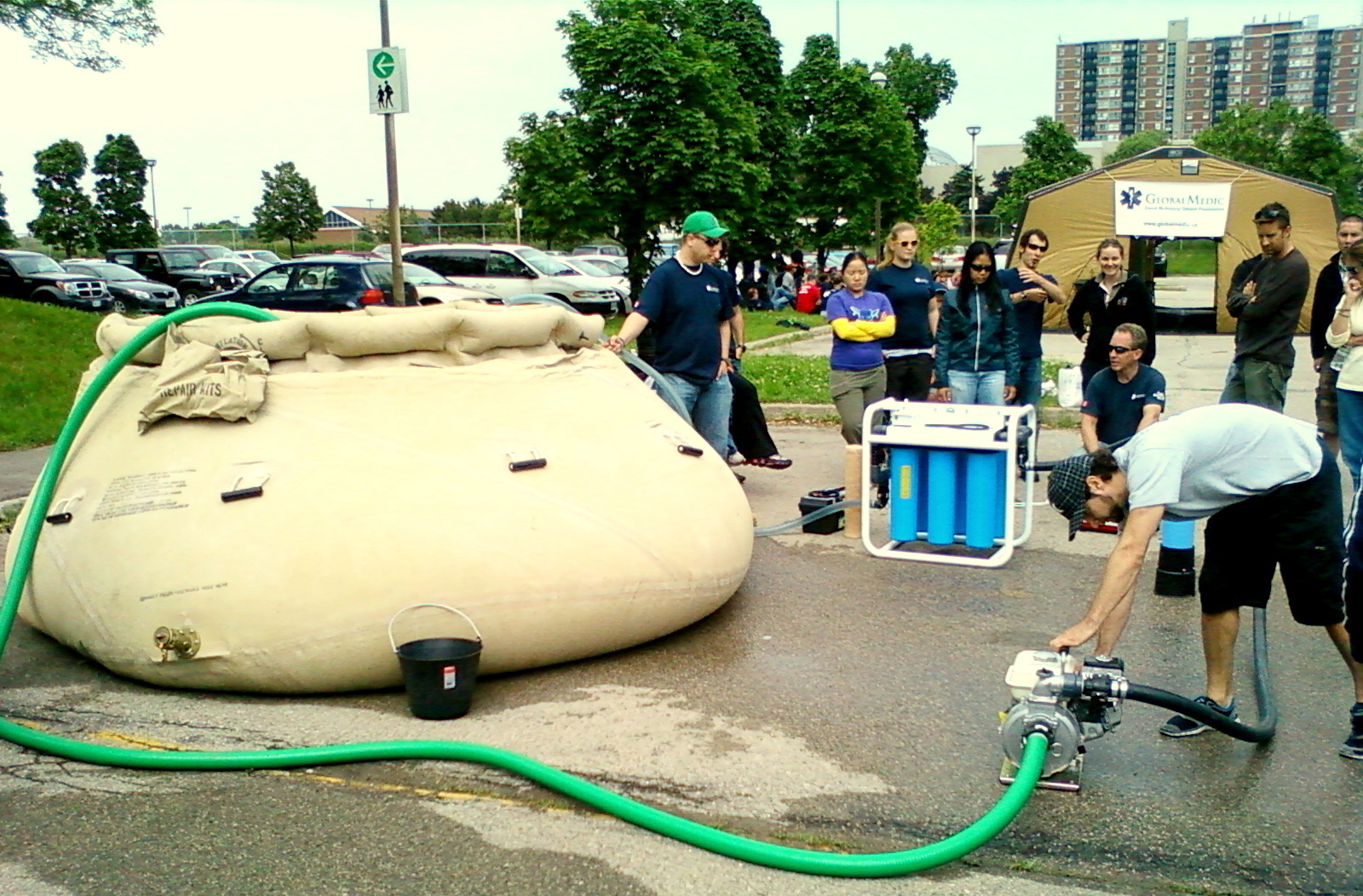
Стажери практикуються у складанні та експлуатації системи очищення води Nomad (синій блок), здатної виробляти 100 літрів очищеної питної води за хвилину, яка подається в брезентовий резервуар ліворуч.

Волонтери GlobalMedic входять до складу груп швидкого реагування, призначених для порятунку жертв стихійних лих; груп очищення води, призначених для забезпечення чистою питною водою; та груп невідкладної медичної допомоги, які використовують надувні польові шпиталі для відновлення медичної інфраструктури. З 2004 року команди GlobalMedic були скеровані на ліквідацію наслідків понад 60 гуманітарних катастроф по всьому світу. Серед заходів реагування були урагани в Гренаді та Гватемалі; землетруси в Пакистані, Індонезії, Перу, Гаїті та Японії; цунамі в Шрі-Ланці, на Соломонових островах та в Японії; тайфуни на Філіппінах; повені в Пакистані, Бангладеш, Мексиці, Судані, Сомалі та Індії; а також складні гуманітарні надзвичайні ситуації в Газі, Лівії та Сомалі. 
Розгортання медичних волонтерів, польових шпиталів і клінік дозволяє лікувати сотні пацієнтів на день. Організація також визначила, що вона може зробити ще більший вплив після стихійних лих, запобігаючи вторинним лихам, таким як епідемії черевного тифу та дизентерії, які можуть спричинити захворювання, що передаються через воду. Такі епідемії можуть виникати після землетрусів, які пошкоджують муніципальні або регіональні водоочисні споруди, і навіть, як не дивно, після сильних ураганів, тайфунів або мусонів, які затоплюють великі території суші каламутною, забрудненою водою. Організація та її волонтери працюють над запобіганням вторинним епідеміям, розповсюджуючи таблетки для дезактивації та встановлюючи портативне обладнання для очищення води, яке може зробити воду з цілком забруднених джерел безпечною для людей. Це досягається різними методами, включно з фільтрувальними матеріалами, флокуляцією, хімічною дезінфекцією та застосуванням ультрафіолетового світла, яке руйнує генетичний код майже всіх мікроорганізмів.
Після прибуття до кризової зони іноді використовуються мотоцикли для транспортування та встановлення невеликих установок очищення води Noah Trekker розміром з валізу, там де інші транспортні засоби не можуть подолати пошкоджені дороги та складний рельєф місцевості, щоб дістатися до віддалених регіонів, які потребують допомоги. У районах без електроенергії невеликі установки для очищення працюють від 12-вольтового акумулятора мотоцикла з працюючим двигуном, які здатні очищати близько 200 літрів води на годину.
Деякі з визначних розгортань GlobalMedic включають:

### Катастрофа тайфуну Гайян на Філіппінах, 2013 рік
Після тайфуну Гайян, який спричинив вітри 5-ї категорії, що перевищили всі раніше зареєстровані значення, а також штормовим хвилям заввишки понад 6 метрів, які виникли за лічені хвилини після шквалу, великі райони Філіппін були сильно пошкоджені. За перші два тижні спочатку повідомлялося про понад 5000 загиблих, 1600 зниклих безвісти та 23 000 поранених. Через два місяці після шторму підтверджена кількість загиблих легко перевищила 6000, а близько 4 мільйонів людей залишилися без даху над головою. 
GlobalMedic вирушила своєю першою командою з чотирьох осіб на Філіппіни літаком на наступний день після катастрофи, невдовзі створивши штаб-квартиру та три команди, розташовані в ключових районах зони лиха, які працювали в Ілоіло, Себу та найбільш постраждалому місці – Таклобані. Протягом 10 днів понад 20 рятувальників надавали медичну допомогу та, що не менш важливо, безпечну питну воду, використовуючи систему очищення води Rainfresh AquaResponse10 та понад 10 окремих очисних установок Trekker.  До Таклобану було доставлено також більшу установку для очищення води Nomad, здатну очищати 100 літрів води за хвилину. Понад 1,4 мільйона таблеток для очищення води також було доставлено до регіону з штаб-квартири організації в Торонто. Використовуючи зв'язки, встановлені під час п'ятьох попередніх гуманітарних місій на Філіппінах, GlobalMedic доставила своє обладнання для очищення води до Таклобану та Ормоку на приватному C-130 Hercules наступного дня після його прибуття. 
Команди також ініціювали проєкт швидкого втручання з доставки мішків рису та коробок з їжею, придбаних на Філіппінах, а також програму перевезення води автоцистернами для пришвидшення доставки безпечної води до навколишніх громад. Використовуючи дві цистерни, волонтери намагалися доставити чисту воду приблизно до 50 громад навколо Таклобана, але могли обслуговувати лише три-чотири з них на день через велику потребу в кожному місці. 
GlobalMedic також замовила додатковий надувний польовий шпиталь у компанії Dynamic Air Shelters з Ґранд-Бенка, Ньюфаундленд і Лабрадор, для негайного відвантаження на заміну пошкодженої районної лікарні в Сарі на острові Панай. Будівництво лікарняного намету розміром 14 на 17 м частково фінансувалося провінцією Ньюфаундленд і Лабрадор, яка надала 151 000 доларів США на будівництво цього медичного пункту. Критично важливі ліки, аварійні укриття, намети та інші матеріали, а також допомога для Філіппін також надходили від партнерських благодійних організацій та агентств, включаючи Health Partners International of Canada, Compassionate Service Society (CSS Charity) та Léger Foundation у Квебеку.
Серед добровольців-рятувальників був Піпіто Біклар, філіппінський лікар, який народився в цьому регіоні та після прибуття до Канади служив фельдшером швидкої допомоги в Торонто. Повідомлення, що надходили із зони лиха, спонукали Рагула Сінґга прокоментувати: «Ситуація на місцях жахлива. Ми ведемо гонку з часом, щоб запобігти хворобам і зберегти життя людей. Якщо ми не зможемо впоратися з цим, страждання будуть неймовірними».
Розгортання було проведено на тимчасовому об'єкті в Себу під керівництвом Метта Капоб'янко, менеджера з надзвичайних програм GlobalMedic. До філіппінської служби реагування приєдналися інші члени команди GlobalMedic, які перебували у відрядженні в Індії на момент катастрофи, і яких потім швидко перевели до Таклобана. Серед них був Девід Сакакі, пожежник з Кемлупса, Британська Колумбія, який пізніше повернувся до Канади і повідомив, що був вражений тим, що хтось вижив у зоні руйнувань, яка, як він спостерігав, поширювалася на великі відстані від філіппінського міста. «Аеропорту більше немає». ... Немає живлення ... [місто] просто в руїнах. Немає жодної цілої будівлі. Неважливо, як далеко від Таклобана їхати, ступінь руйнувань однаковий». Сакакі вважав, що кількість загиблих значно перевищить прогнозовану оцінку в 6000 загиблих. 
До кінця листопада 2013 року GlobalMedic надав допомогу близько 1200 пацієнтам у своїх польових шпиталях. До другої половини січня 2014 року його співробітники та асистенти розповсюдили понад п'ять мільйонів таблеток для очищення води, а також очистили понад 2,4 мільйона літрів забрудненої води, зробивши її безпечною для пиття, за допомогою своїх дванадцятьох очисних установок Noah Trekkers від Nomad, а також близько 3000 менших побутових очисних установок, виготовлених волонтерами в Торонто та Монреалі того місяця.  Медичний персонал лікував пацієнтів зі швидкістю «сотні на день» у клініках, тоді як інші волонтери допомагали відбудовувати пошкоджені медичні заклади, щоб вони могли відновити свою власну діяльність. Нові команди медиків та волонтерів кожні кілька тижнів прибували до зони лиха.

### Посуха на Африканському Розі, 2011–2012 рр.

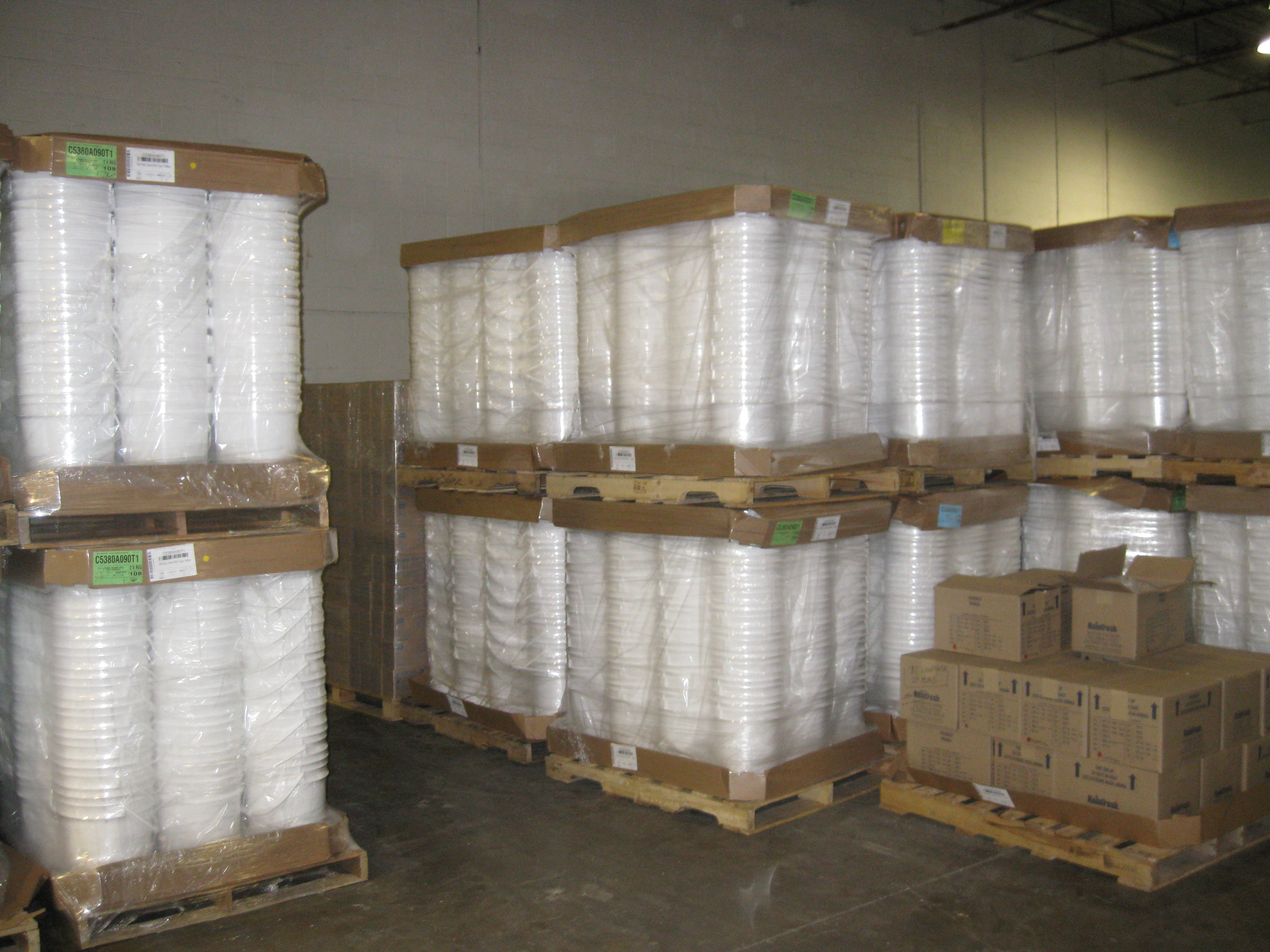
Деякі з приблизно 2000 комплектів фільтрів для води Rainfresh, виготовлених волонтерами GlobalMedic восени 2011 року, для екстреної доставки до посушливих районів Кенії та Сомалі.

Між липнем 2011 року та серединою 2012 року сильна посуха вразила весь регіон Східної Африки, яку часто називають посухою на Африканському Розі. Посуха у Східній Африці, яку вважають найгіршою за 60 років, спричинила серйозну водну та продовольчу кризу в Сомалі, Джибуті, Ефіопії та Кенії, поставивши під загрозу життя та засоби до існування понад дев'ятьох мільйонів людей.
GlobalMedic відповіла перевезенням понад 2,8 мільйона таблеток для очищення Aquatab та пакетиків для очищення води PUR до Кенії та Сомалі. Волонтерська організація також виготовила понад дві тисячі пристроїв для фільтрації води, використовуючи великі пластикові харчові відра, які десятки її волонтерів переобладнали на орендованому складському приміщенні авіакомпанії з Міссіссаґи, Онтаріо. Потім комплекти для фільтрації були поєднані з комерційними керамічними картриджами для фільтрації води Envirogard.

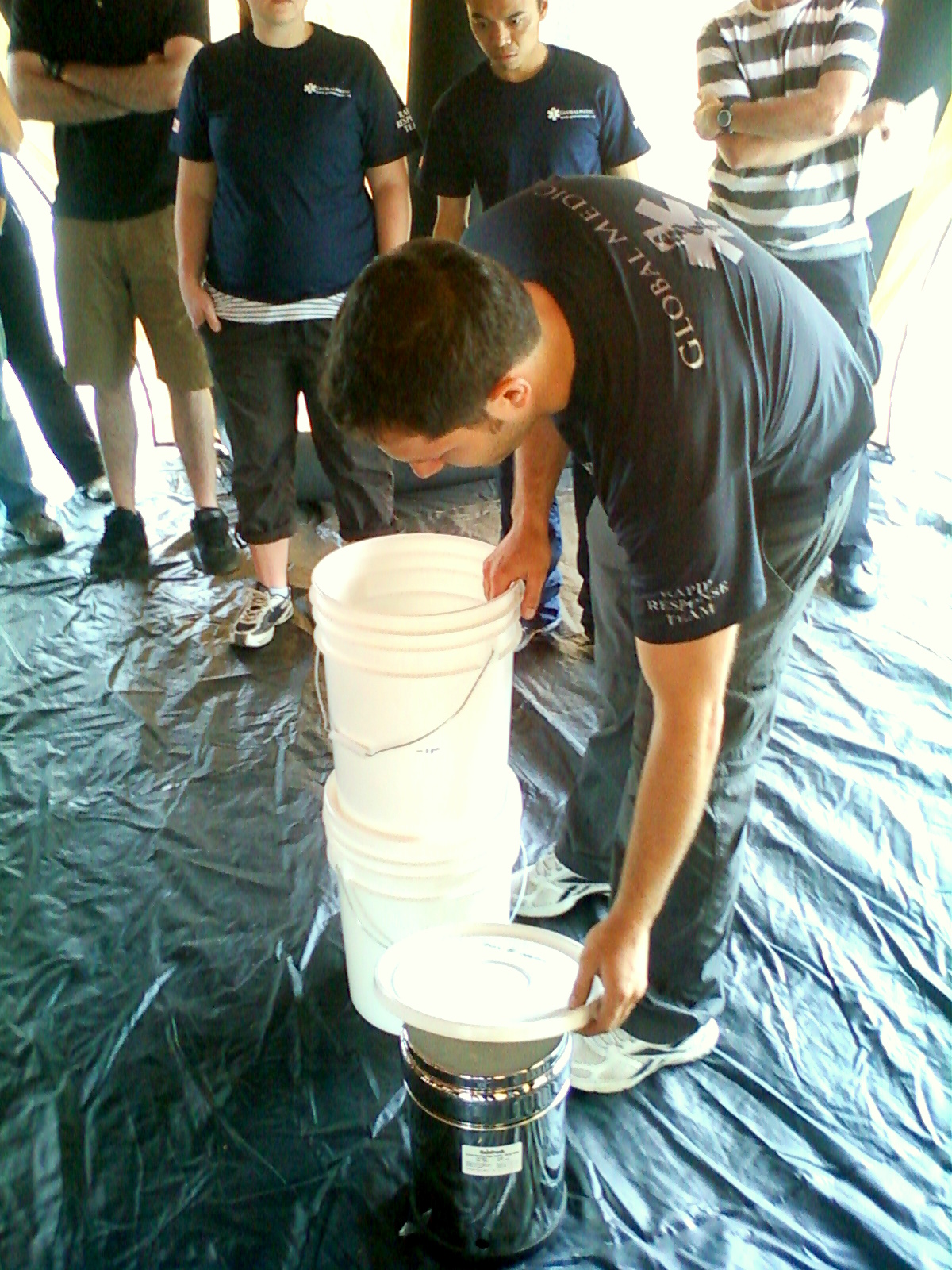
Метт Капоб'янко демонструє невелику чотирифільтрову гравітаційну установку для очищення води, Торонто, червень 2011 року

Компоненти для двох тисяч фільтрувальних установок були скомплектовані та доставлені інтермодальними контейнерами до регіону посухи, причому кожен комплект міг забезпечити потреби в чистій воді великої родини. Команда GlobalMedic WPU вирушила до Африки та співпрацювала з місцевими гуманітарними організаціями, включаючи Товариство співчутливого обслуговування, ADRA Кенія, ADRA Сомалі, MATE та FCC Кенія, щоб розподілити свої засоби для очищення та фільтрувальні комплекти. Матеріали, розподілені командою WPU GlobalMedic, допомогли забезпечити десятки мільйонів літрів безпечної питної води постраждалому населенню у трьох країнах. Десять комплектів екстреної медичної допомоги (EMK) для лікування близько 6000 пацієнтів також були надані для допомоги внутрішньо переміщеним біженцям у Бенадірі та Моґадішо в Сомалі.

### Катастрофічний землетрус на Гаїті, 2010 рік
GlobalMedic була однією з міжнародних допомогових організацій, які відреагувала на землетрус на Гаїті 2010 року. Організація співпрацювала з місцевими партнерами, щоб швидко надати медичну допомогу та чисту питну воду людям у районі Карфур у Порт-о-Пренсі. Початкова група швидкого реагування, що складалася з парамедиків, лікаря та інженера, прибула до міста з надувним наметом польового шпиталю Explorer та кількома установками для очищення води Trekker, а також мільйонами таблеток для очищення води.  
Передова група прибула через два дні після землетрусу, хоча аеропорти країни були приймали будь-яких перевезень, окрім військових рейсів. Вони дісталися літаком до сусідньої Домініканської Республіки, а потім подолали виснажливий понад 18-годинний наземний маршрут хаотичними дорогами на кількох орендованих вантажівках та невеликому автобусі. Серед передової групи були Рагул Сінґг та доктор Майкл Говатт, які протягом ночі допомагали під час операцій в Адвентистському університеті Гаїті у столиці, починаючи невдовзі після його прибуття туди. Також протягом 12 годин після прибуття групи було встановлено потужну установку очищення води Explorer, яка помпувала воду з порушеного плавального басейну, що наповнювався ґрунтовими водами з річки. 
Протягом місяця після свого першого прибуття GlobalMedic розповсюдила мільйони таблеток для очищення води Aquatab, створила два надувні польові шпиталі, які лікували 300 пацієнтів на день, завезла супутникові телефони та радіостанції, а також встановила близько 64 установок для очищення води, включаючи 62 портативні мотоцикли Noah Trekker, які щодня відправляла команда з 15-20 найнятих мотоциклістів. Мотоцикли широко використовувалися, щоб дістатися до віддалених районів, які потребували допомоги. Зрештою, канадська організація надала допомогу понад 7000 пацієнтів, розповсюдила понад 10 мільйонів літрів чистої питної води, п'ять мільйонів таблеток для очищення води та одночасно скерувала 20 канадських добровольчих рятувальників для реагування на землетрус на Гаїті.

### Бірманський циклон та землетрус у провінції Сичуань, Китай, 2008 рік
У травні 2008 року циклон «Нарґіз» спричинив штормовий сплеск на 40 кілометрів угору по густонаселеній дельті річки Іраваді в М'янмі, спричинивши катастрофічні руйнування та щонайменше 138 000 смертей. Це було найгірше стихійне лихо в історії країни , при цьому з'являлися заяви, що урядовці припинили оновлювати статистику кількості загиблих після 138 000, щоб мінімізувати політичні наслідки. Зусилля з надання допомоги були уповільнені з політичних причин, оскільки військові правителі М'янми спочатку чинили опір масштабній міжнародній допомозі. Всього лиш через десять днів після циклону сусідній центральний Китай постраждав від потужного землетрусу, відомого як Сичуанський землетрус, що перешкоджало зусиллям з надання допомоги.
Потужний землетрус у провінції Сичуань у травні 2008 року мав магнітуду 8,0 МВт(магнітуда поверхневої хвилі), через який загинуло понад 69 000 людей, а постраждало близько 4,8 млн людей, опинившись без даху над головою, хоча їхня реальна кількість могла сягати 11 млн. Це був найсильніший землетрус у Китаї з 1950 року та 21-й найсмертоносніший землетрус за всю історію.
Невдовзі після циклону в Бірмі команда GlobalMedic з ліквідації наслідків стихійного лиха була направлена до сусіднього Таїланду після того, як бірманський військовий уряд відмовив їм у дозволі на в'їзд до країни для розподілу допомоги та засобів очищення води. Після прикрих затримок було встановлено наземні маршрути з міста на кордоні з Таїландом для транспортування допомоги до районів стихійного лиха за допомогою бірманських партнерів. Частину команди GlobalMedic потім несподівано перенаправили з Таїланду до зони стихійного лиха в Китаї, менш ніж через 48 годин після потужного землетрусу в провінції Сичуань. 
У провінції Сичуань, де постраждало понад 10 мільйонів людей, землетрус пошкодив понад 1200 водоочисних споруд та понад 800 резервуарів для зберігання води, а також близько 5000 кілометрів підземних водопроводів. Землетрус та його наслідки серйозно поставили під загрозу постачання безпечної питної води. Працюючи зі столиці провінції Ченґду, команда GlobalMedic допомогла встановити та експлуатувати близько 140 очисних установок Noah Trekker розміром з валізу в цьому районі, кожна з яких здатна постачати безпечну питну воду приблизно для 1000 осіб. Вони також завезли набагато більшу очисну установку Nomad з продуктивністю 100 літрів на хвилину, здатну обслуговувати близько 70 000 осіб. Її волонтери також координували розподіл майже 22 мільйонів таблеток для очищення води Aquatab, кожна з яких здатна продезінфікувати літр забрудненої води. 
Після звернення уряду Китаю з проханням надати допомогу у разі стихійного лиха, GlobalMedic співпрацювала з Канадським агентством міжнародного розвитку (CIDA) щодо надання допомоги та безпосередньо координувала свої дії з Бюро водних ресурсів та сільськогосподарських угідь провінції Сичуань. Потім компанія допомогла співробітникам місцевих водопровідних служб встановити та обслуговувати очисне обладнання, доставлене до Китаю, а також розповсюдити таблетки для очищення води. 
Зусилля GlobalMedic у Китаї були високо оцінені членом парламенту Канади Джимом Кариґіаннісом, який долучився до завантаження товарів екстреної допомоги для відправки з штаб-квартири організації в Торонто, сказавши:
|  | GlobalMedic діє. Ці волонтери великодушно жертвують свій особистий час, щоб допомогти потребуючим. Їхні самозречені милосердні дії служать зразком того, що робить нас канадійцями. |

## Допомога Україні
GlobalMedic розпочав допомогу Україні ще в 2014 році. Російська агресія в Криму, а потім і на Донбасі створила загрозливі умови як для українських військових, так і для цивільних мешканців. Тисячі внутрішньо переміщених осіб потребували санітарних послуг, харчових наборів, а прифронтові регіони — створення польових госпіталів, то ж організація надавала тенти, госпітальне обладнання, пристрої для очищення води в польових умовах. Значний попит мали плівки для проклеювання вікон, які захищали школи, госпіталі та інші приміщення при обстрілах від скляних уламків. Скло розбивалось, але не розліталось на тисячі скалок, зменшуючи кількість потенційних поранень.
У співпраці з Канадсько-українською фундацією  GlobalMedic створила пункти постачання допомоги у Волинській, Львівській, Івано-Франківській, Чернівецькій, Одеській , Миколаївській і Херсонській областях та налагодила логістичні ланцюжки постачання їжі, санітарних продуктів, пічок, ліжок, медичного обладнання тощо. Лише за один рік 2022—23 КУФ спільно з GlobalMedic надали допомоги на 52 млн канадських доларів, допомігши 275 тис. потребуючих українців.

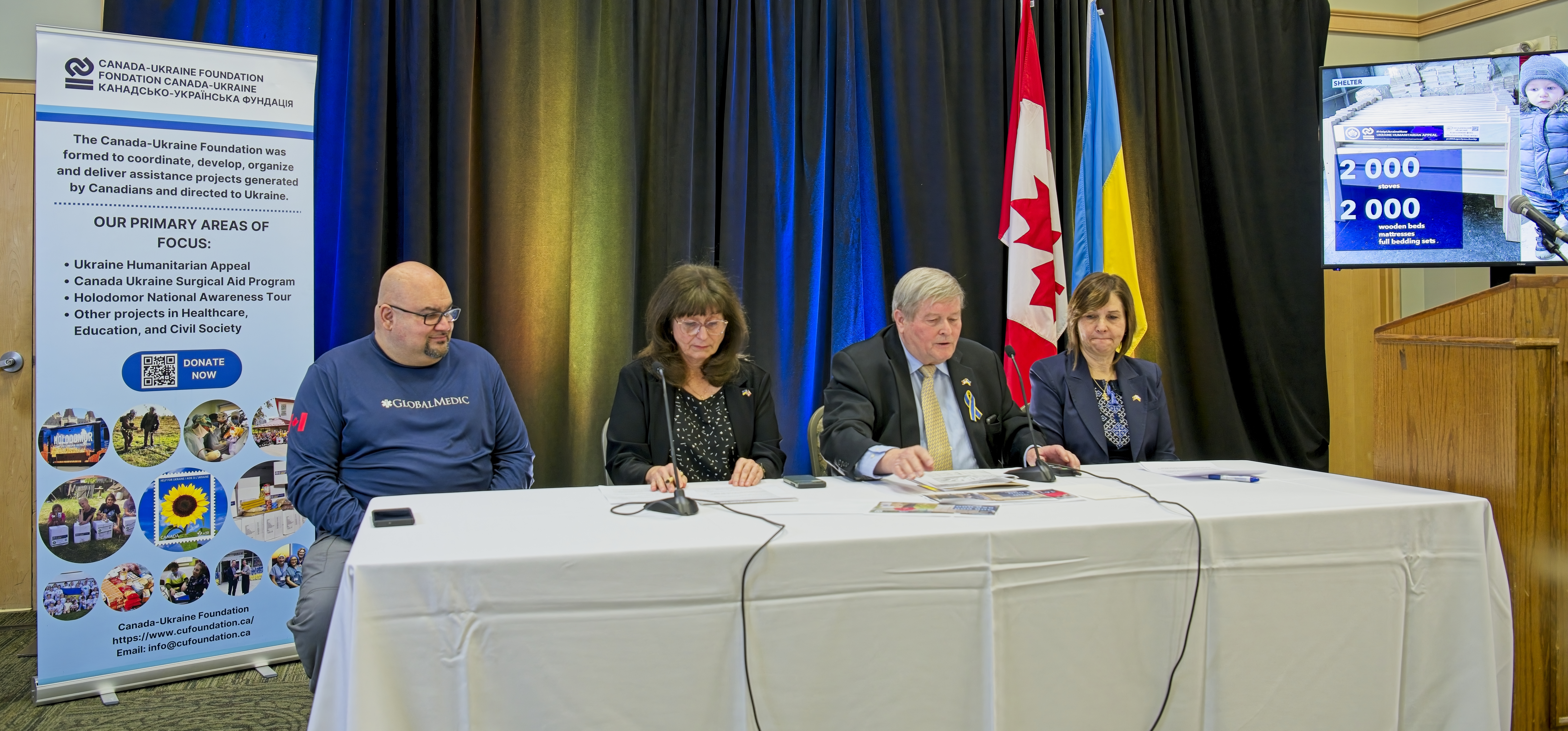
Голова GlobalMedic Рагул Сінґг разом з Лесею Хичій (КУК), Віктором Гетьманчуком (КУФ) та Оксаною Кузишин (КУФ) під час публічного звіту Канадсько-української фундації про їхню допомогу Україні, 2023
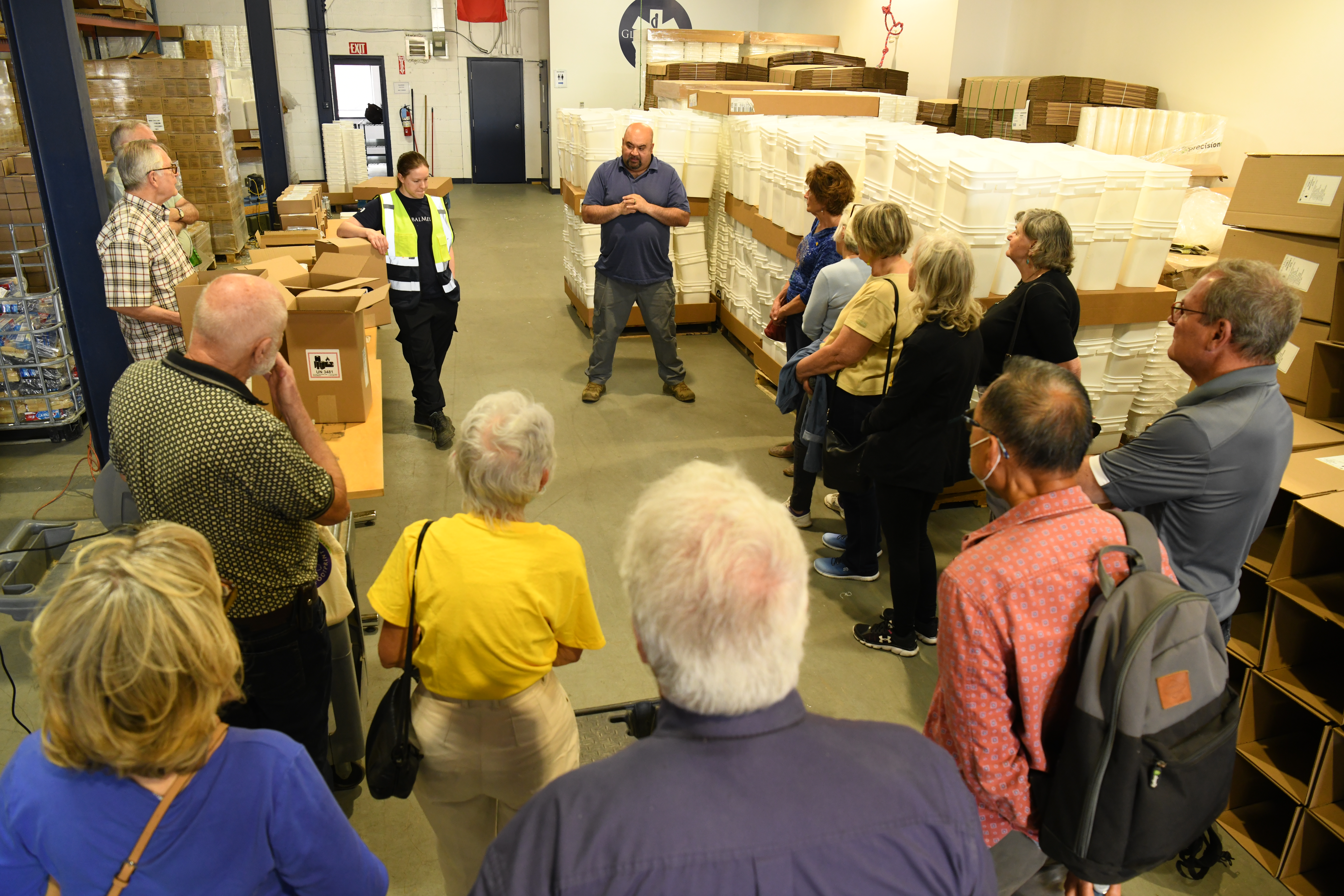
Директор GlobalMedic Рагул Сінґг (в центрі) вітає групу українських волонтерів, що прийшли для пакування допоміжних санітарних наборів
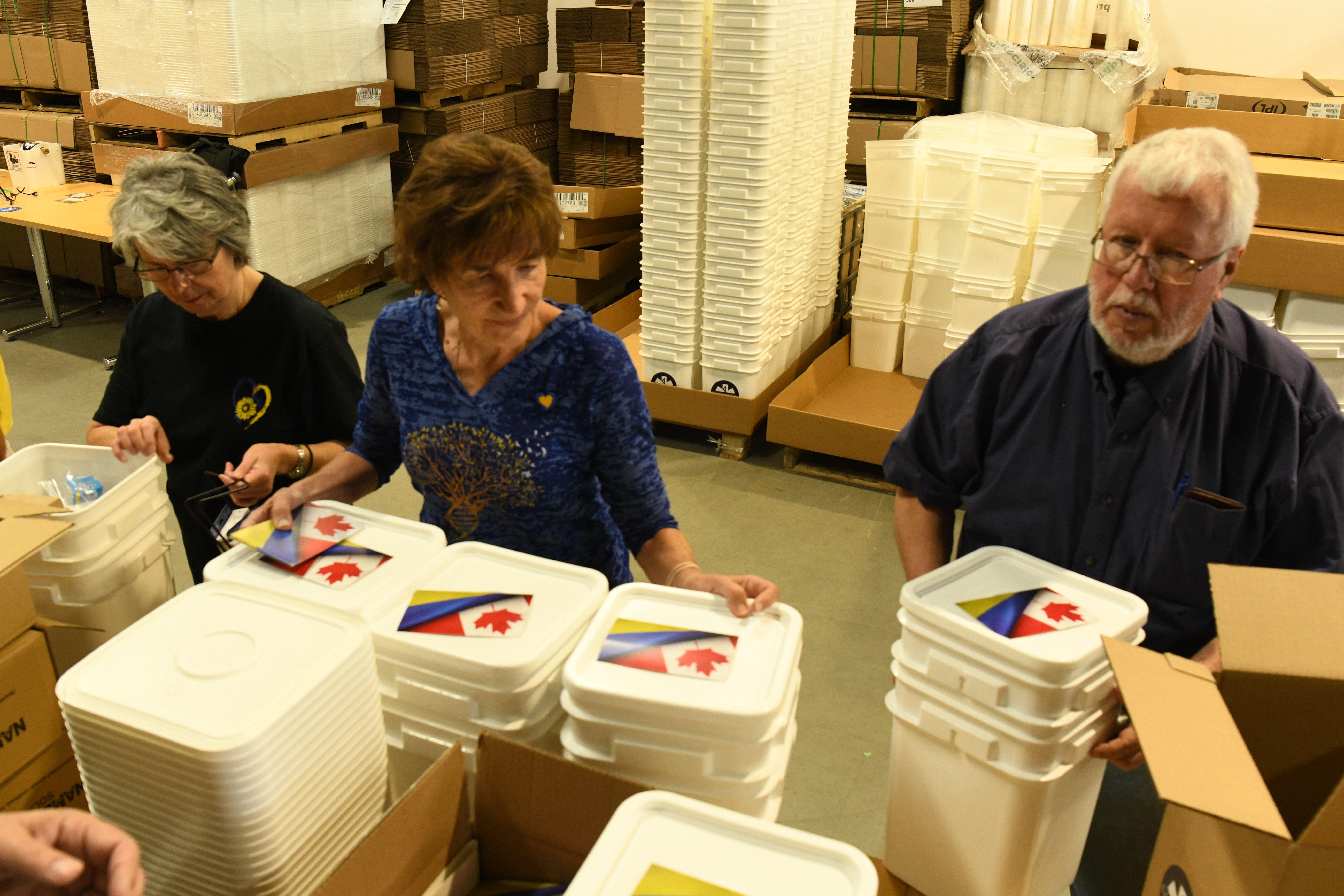
Група українських волонтерів пакує допоміжні санітарні набори на складі GlobalMedic у Торонто, травень 2023
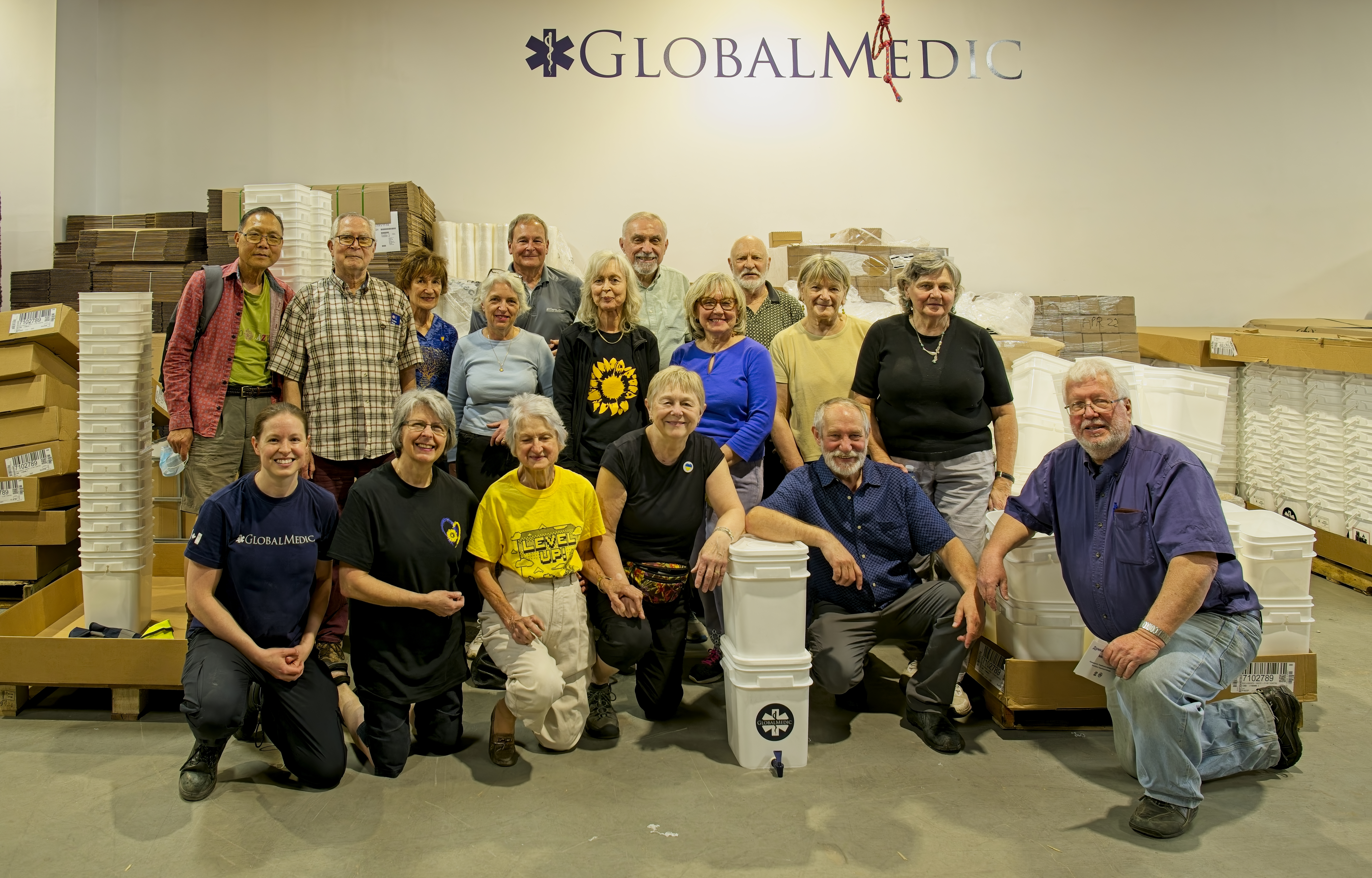
Група українських волонтерів після пакування допоміжних санітарних наборів на складі GlobalMedic у Торонто, травень 2023

## Подяки та почесні відзнаки
Прем'єр-міністр Канади Стівен Гарпер у 2006 році вручив Рагулу Сінґгу за його роботу з GlobalMedic нагороду «Гуманітарій року» від ICCC. Сінґг також став лауреатом нагороди «40 найкращих людей Канади віком до 40 років» у 2009 році  та був включений до списку 100 найвпливовіших людей світу за версією Time у 2010 році. Газета The Globe and Mail включила його до списку «Канадці, які змінюють світ», а газета Toronto Star обрала його одним із 12 «канадців, які змінюють наше мислення». У 2012 році Сінґг був нагороджений Орденом Онтаріо.
Після того, як у 2010 році Сінґга було представлено як одного зі 100 найвпливовіших людей світу, його та GlobalMedic назвали «обличчям канадських зусиль з надання допомоги по всьому світу».
У 2024 році організаційний комітет премії «Тризуб» назвав GlobalMedic переможцем у номінації «друг України»

## Зовнішні посилання
- Офіційний сайт for GlobalMedic
- Time 100: Clean Water for Struggling Haiti, an April 2010 video report by Craig Duff and Vanessa Kaneshiro on GlobalMedic in Haiti. (video, 6:48)
- CityTV News: Diamond Jubilee medal presentations by Prince Charles, Rahul Singh, on receiving a royal Diamond Jubilee Medal at the Queen's Park Legislature. Broadcast 22 May 2012. (video, 1:43 length)
- TVO: GetInvolved [Архівовано 27 May 2014 у Wayback Machine.], small promotional clip for an episode of GetInvolved, depicting what GlobalMedic does. (video, 3:11 length)
- GlobalMedic mini-documentary on YouTube [Архівовано 30 June 2016 у Wayback Machine.], with video from several international deployments. 2 April 2013. (video, 7:40 length)
- CTV News: Typhoon Haiyan relief effort [Архівовано 12 November 2013 у Wayback Machine.], broadcast approximately 8 November 2013. (video, 2:42 length)

## Подальше читання
- First Aid Alliance [Архівовано 8 March 2023 у Wayback Machine.]